# Киси, Кэйко
Кэйко Киси (яп. 岸惠子 Киси Кэйко,  англ. Keiko Kishi, род. 11 августа 1932, Йокогама, Япония) — одна из популярных японских киноактрис второй половины XX века. Известна также как писательница и посол доброй воли ООН по проблемам народонаселения (ЮНФПА).

## Биография

### Ранние годы
Родившаяся в Йокогаме, Кэйко Киси там же проведёт своё детство, получив образование в средней школе для девочек. В школе девочка занималась балетом, ещё юной пристрастилась к походам в кино, позже признавшись, что особенно её впечатлил увиденный в детские годы французский фильм «Красавица и Чудовище» (1946, режиссёр Жан Кокто). После окончания школы девушка поступит в балетную школу-студию «Комаки». На красивую молодую девушку кинорежиссёры обратят внимание ещё когда ей исполнится только шестнадцать, в 1949 году, когда Кэйко впервые переступит порог кинокомпании «Сётику», однако родители не дадут согласия на съёмки. Лишь через два года Кэйко получит родительское разрешение на работу в кино.

### Карьера в кино
В марте 1951 года Кэйко Киси подписала контракт с кинокомпанией «Сётику» и дебютировала в том же году ролью в фильме Нобору Накамуры «Прекрасная жизнь семьи». В этом фильме, снятом в жанре «сёмингэки» (семейные драмы из жизни простых людей), жанре, ставшем визитной карточкой «Сётику» юная Кэйко Киси попала в окружение блистательных звёзд японского кино тех лет. Она сыграла Нобуко, дочь Косаку и Намико Уэмура, которых на экране воплотили популярные кинозвёзды Тисю Рю и Исудзу Ямада, а их другую дочь играла не менее популярная звезда Хидэко Такаминэ. В том, 1951-м году, начинающая актриса снимется уже в семи кинолентах, а далее пойдёт по нарастающей — в 1952-м она сыграет в одиннадцати фильмах.
Приняв приглашение Масахиро Макино, Кэйко Киси снимется в 1952 году в фильме «Соломенная шляпа Ятаро», снятом в павильонах студии «Синтохо». Партнёром Кэйко Киси в этой киноленте был популярный на тот момент молодой актёр Кодзи Цурута, и хотя они и до этой картины уже работали вместе на других проектах, но именно после этой совместной их работы Киси и Цурута станут любовниками, об их романе много будут писать в японских таблоидах тех лет. После работы на другой студии Кэйко Киси вернётся для съёмок в родные павильоны кинокомпании «Сётику», но она уже будет настолько умна, чтобы начать диктовать свои условия хозяевам кинокомпании. Кэйко Киси добьётся, что она будет не только актрисой всецело принадлежащей компании «Сётику», но и свободно уходить для работы на съёмочных площадках других студий.
Приобрела популярность у японских кинозрителей после исполнения главной роли в фильме «Твоё имя» (1953, режиссёр Хидэо Ооба), история любви в которой её партнёром был актёр Кэйдзи Сада. Фильм имел оглушительный успех в японском прокате, в результате чего на экранах появилось ещё два сиквела, в том же 1953-м к концу года на экраны вышла кинолента «Твоё имя. Часть II», а в следующем, 1954 году — «Твоё имя. Часть III». Общий доход от трёх фильмов составил более одного миллиарда йен, что было рекордной суммой по тем временам. Вскоре Кэйко Киси была названа лучшей актрисой Азии на кинофестивале в Сингапуре (1955, фильм «Записи в изгнании», реж. Ёситаро Номура).
В апреле 1955 года закончится срок её контракта с кинокомпанией «Сётику», однако актриса и в дальнейшем будет продолжать работать на съёмочной площадке студии «Офуна», входящей в холдинг кинокомпании «Сётику», однако уже на основе не долгосрочного контракта, как это было ранее, а заключая контракты на отдельные фильмы компании. На следующий год актриса снимется в «Сётику» у выдающегося режиссёра Ясудзиро Одзу в кинокартине «Ранняя весна».
В 1956 году Кэйко Киси получит предложение сняться в фильме французского режиссёра Ива Чампи «Тайфун над Нагасаки» (выпуск в прокат — 1957). Её партнёрами на экране будут знаменитые Жан Марэ и Даниэль Дарьё. В декабре 1956 года, после завершения съёмок этого фильма, Кэйко Киси и режиссёр Ив Чампи объявят о помолвке, а свадьба их состоится полгода спустя — в мае 1957 года в Париже. Одним из свидетелей на их свадьбе будет знаменитый японский писатель Ясунари Кавабата. В том, 1957 году актриса как раз будет сниматься в фильме, снятом по роману Кавабаты «Снежная страна» (режиссёр Сиро Тоёда), исполнив роль Комако, одну из лучших работ Кэйко Киси периода 1950-х годов.
Из-за огромной популярности Кэйко Киси в тот период, она имела множество предложений на съёмки, большинство из которых была вынуждена отклонять. Так, например, из-за занятости на съёмках «Снежной страны», актриса отказалась от работы на не менее интересных и престижных проектах — у Ясудзиро Одзу в фильме «Токийские сумерки» и у Тадаси Имаи в «Ночном барабане». А уже переехав на постоянное место жительства к мужу в Париж, отклонила предложение от известного английского кинорежиссёра Дэвида Лина об участии в его «оскароносном» фильме «Мост через реку Квай». В сентябре 1958 года Киси в первый раз после годовалого отсутствия приедет в Японию, приняв предложение от известного кинорежиссёра Кэйсукэ Киносита на главную роль в его фильме «Лепестки на ветру» (1959).
Актриса Кэйко Киси была одним из инициаторов создания хорошо известного в нашей стране фильма «Кто вы, доктор Зорге?», поставленного её супругом Ивом Чампи в 1961 году. Вот как она об этом вспоминает в своём интервью, данном во время её визита в Москву в качестве гостя V Московского международного кинофестиваля:

Приблизительно через год после нашей женитьбы Ив Чампи искал в Париже сюжет для новой постановки. Я написала ему из Японии о советском разведчике, рассказами о котором в своё время зачитывалась. Все материалы для фильма собирались мной или с моим участием. Мне удалось, пользуясь связями, получить на два дня из архива «Дело Зорге», составленное агентами «Кампетай» — японского гестапо времён войны. Но, если хотите, главную роль в создании картины я сыграла не как её инициатор, исследователь и актриса, а как переводчик. На студии в Париже снималось только несколько сцен, основные съёмки происходили в Японии. В переводчиках недостатка не было, но я буквально всё переводила сама. Чтобы перевод был настоящим, надо хорошо знать не только слова, но и душу того и другого народа. Если этого нет, не поможет никакой словарь. Было тяжело, я изматывалась, ни на минуту не отлучаясь со съёмочной площадки, подчас теряла силы, но понимала, что участвую в большом и важном деле.
— Сборник «Экран. 1967—1968».
В этом фильме актриса исполнила роль баронессы Юки Сакураи. Для работы над образом Кэйко Киси встречалась и беседовала со многими, кто знал лично Рихарда Зорге и тех, кто его окружал во время его жизни в Японии.
В этот же период Кэйко Киси исполнит интересные характерные роли в фильмах режиссёра Кона Итикавы «Младший брат» (1960) и «Десять тёмных женщин» (1961). За исполнение главной роли в «Младшем брате» Киси будет названа лучшей актрисой года по результатам награждения кинопремий «Голубая лента» и «Майнити». Творчество Кэйко Киси в 1960-е годы было преимущественно связано с независимой кинокомпанией «Ниндзин курабу», где она снялась в режиссёрской работе актрисы Кинуё Танака «О-Гин-сама» (1962), а также в кинолентах Масаки Кобаяси «Наследство» (1962) и «Кайдан» (1964, новелла «Снежная женщина»). В шестидесятых Кэйко Киси, продолжавшая жить во Франции, будет много раз посещать родную Японию не только для съёмок в кино, но и для работы на телевидении, где среди прочего снимется в шести эпизодах сериала «Лимонная девушка». А занятость во французском сериале «Параллельный мир» принуждала актрису регулярно совершать перелёты между Токио и Парижем.
Заметной работой актрисы в 1970-х будет роль в успешном фильме «Обещание» (1972, режиссёр Коити Сайто). Фильм будет представлен в конкурсе международного кинофестиваля в Западном Берлине и удостоится трёх наград кинопремии «Майнити». В 1973 году Киси примет участие в одном из эпизодов самого популярного в Японии комедийного киносериала о Тора-сане «Мужчине живётся трудно. Фильм 12: Мой Тора-сан» режиссёра Ёдзи Ямады. После успеха фильма «Обещание» в японском прокате, актриса снимется ещё раз с молодым партнёром по этому фильму, Кэнъити Хагиварой, в фильме Корэёси Курахары «Двое в Амстердаме» (1975). Как одна из самых востребованных звёзд японского кинематографа будет приглашена для участия в совместном американо-японском проекте «Якудза» (1974, режиссёр Сидни Поллак), где её партнёрами будут звезда Голливуда Роберт Митчем и один из самых популярных японских киноактёров Кэн Такакура.
В последующие годы наиболее интересны будут работы актрисы в детективных фильмах режиссёра Кона Итикавы, снятых по романам Сэйси Ёкомидзо «Дьявольская считалочка» (1977) и «Пчелиная матка» (1978). За роль серийной убийцы Рики Аоти в «Дьявольской считалочке» актриса номинировалась на кинопремию Японской академии. Успешной будет и роль Цуруко Макиоки в киноленте «Мелкий снег» (1983), экранизации одноимённого романа классика японской литературы Дзюнъитиро Танидзаки, поставленной всё тем же Коном Итикавой и отмеченной множеством кинопремий как в Японии, так и за рубежом.
В 1990-е — 2000-е годы актриса Кэйко Киси будет всё больше задействована на телевидении, снявшись во множестве сериалов, однако будет изредка появляться и на большом экране. Примет участие в очередном кинодетективе Кона Итикавы «Убийцы в театральных масках» (1991) и в его же комедии «Мама» (2001, премии за лучшую женскую роль от Японской академии и Nikkan Sports Film Awards). В популярном в мировом прокате фильме Ёдзи Ямады «Сумрачный самурай» (2002) актриса появляется на экране буквально в кратком минутном эпизоде в заключительных кадрах, сыграв постаревшую дочь главного героя фильма, от лица которой и велось повествование. Несмотря на столь краткий эпизод Кэйко Киси попала в число номинантов на кинопремию Японской академии в категории «Лучшая актриса второго плана».
Кэйко Киси станет известна и как писательница, опубликовавшая несколько эссе: «Багровые облака в небе Парижа», «В мире песка», «Белорусские яблоки», а также серию рассказов «Ветер видел» в издательстве «Сёсэцу Синтё». Написала также автобиографическую книгу «Тридцатилетняя история», состоящую из двенадцати глав и по выходе из печати сразу же ставшую бестселлером.
С апреля 1996 года является послом доброй воли ООН по проблемам народонаселения (ЮНФПА), побывала во многих странах третьего мира, пропагандируя семейное планирование.

### Личная жизнь
В первой половине 1950-х годов у Кэйко Киси был роман с популярным молодым актёром Кодзи Цурутой.
После семнадцатилетнего брака с французским режиссёром Ивом Чампи, неожиданно для всех супруги разведутся в начале 1975 года. В браке с Чампи у Кэйко Киси в 1963 году родилась дочь Дельфина Чампи, ставшая музыкантом и композитором.

### Признание
В 1991 году на церемонии награждения кинопремии «Майнити» Кэйко Киси будет удостоена специальной премии имени Кинуё Танака за достижения в карьере.
В 2002 году награждена Орденом искусства и литературы французского правительства.
В 2009 году в Японии решили определить десятку самых красивых японских киноактрис. По результатам голосования, проведённым ведущим японским журналом «Бунгэй сюндзю», в голосовании приняли участие как читатели, так и авторы журнала (всего в голосовании приняли участие 1043 человека), в десятку лучших попали: Сэцуко Хара, Саюри Ёсинага, Хидэко Такаминэ, Кинуё Танака, Сима Ивасита, Матико Кё, Исудзу Ямада, Аяко Вакао, Кэйко Киси и Сумико Фудзи.

## Премии и номинации
Азиатско-тихоокеанский кинофестиваль
- 2-й Азиатско-тихоокеанский кинофестиваль (1955) — приз за лучшее исполнение женской роли — в фильме «Записи в изгнании»[1].

Кинопремия «Голубая лента»
- 11-я церемония награждения (за 1960 год) — приз за лучшую женскую роль — в фильме «Младший брат»[1].

Кинопремия «Майнити»
- 15-я церемония награждения (за 1960 год) — приз за лучшую женскую роль — в фильме «Младший брат»[10].
- 45-я церемония награждения (1991) — премия имени Кинуё Танака[11].

Кинопремия Японской академии
- 1978 — номинация на премию за лучшую женскую роль (за 1977 год) — в фильме «Дьявольская считалочка»[1].
- 2002 — премия за лучшее исполнение женской роли (за 2001 год) — в фильме «Мама»[1].
- 2003 — номинация на премию за лучшее исполнение женской роли второго плана (за 2002 год) — в фильме «Сумрачный самурай»[1].

Nikkan Sports Film Award
- 2001 — премия за лучшее исполнение женской роли — в фильме «Мама»[1].

## Фильмография
| Избранная фильмография Кэйко Киси | Избранная фильмография Кэйко Киси                                     | Избранная фильмография Кэйко Киси    | Избранная фильмография Кэйко Киси         | Избранная фильмография Кэйко Киси              | Избранная фильмография Кэйко Киси  | Избранная фильмография Кэйко Киси |
| Год                               | Русское название                                                      | Оригинальное название                | Название на ромадзи                       | Английское название в международном прокате    | Режиссёр                           | Роль                              |
| --------------------------------- | --------------------------------------------------------------------- | ------------------------------------ | ----------------------------------------- | ---------------------------------------------- | ---------------------------------- | --------------------------------- |
| 1950-е годы                       |                                                                       |                                      |                                           |                                                |                                    |                                   |
| 1951                              | «Прекрасная жизнь семьи»                                              | 我が家は楽し                         | Waga ya wa tanoshi                        | Home Sweet Home                                | Нобору Накамура                    | Нобуко Уэмура                     |
| 1951                              | «Логово зверя»                                                        | 獣の宿                               | Kedamono no yado                          | The Den of Beasts                              | Тацуяси Осонэ                      | Юки                               |
| 1951                              | «К югу»                                                               | 南風                                 | Minamikaze                                |                                                | Цуруо Ивама                        |                                   |
| 1952                              | «---»                                                                 | 治郎吉格子                           | Jirokichi kôshi                           |                                                | Дайскэ Ито                         |                                   |
| 1952                              | «Закрыты на весь день»                                                | 本日休診                             | Honjitsu kyûshin                          | No Consultations Today                         | Минору Сибуя                       | Таки-сан                          |
| 1952                              | «Пара очень большой любви»                                            | 相惚れトコトン同志                   | Aihareru Tokoton Doshi                    | A Couple Very Much in Love                     | Юдзо Кавасима                      | Каёко Ямамото                     |
| 1952                              | «Ностальгия»                                                          | 郷愁                                 | Kyoushuu                                  |                                                | Цуруо Ивама                        | Юкико Курибаяси                   |
| 1952                              | «Хибари в цирке: Печальный маленький голубь»                          | ひばりのサーカス 悲しき小鳩          | Hibari no Circus: kanashiki kobato        | Hibari’s Circus: Sad Little Dove               | Сюнкаи Мидзухо                     | Харуэ                             |
| 1952                              | «Директор-«маменькин сынок»»                                          | 坊ちゃん重役                         | Bocchan jūyaku                            |                                                | Сюнкаи Мидзухо                     | Акико                             |
| 1952                              | «Соломенная шляпа Ятаро»                                              | 弥太郎笠                             | Yatarō-gasa                               |                                                | Масахиро Макино                    | Оюки                              |
| 1953                              | «Ночь на Гавайях»                                                     | ハワイの夜                           | Hawai no yoru                             | A Night in Hawaii                              | Масахиро Макино, Сюэ Мацубаяси     | Дзи-н Каваи                       |
| 1953                              | «Военная полиция»                                                     | 憲兵                                 | Kenbei                                    |                                                | Кэйсукэ Сасаки                     | Дзюнко Митани                     |
| 1953                              | «Шкатулка песен Хибари»                                               | ひばりの歌う玉手箱                   | Hibari no utau tamatebako                 |                                                | Сусуму Югэ                         |                                   |
| 1953                              | «Трон Будды»                                                          | 獅子の座                             | Shishi no za                              | An Heir’s Place                                | Дайскэ Ито                         | Осомэ                             |
| 1953                              | «Кэйко и Юки»                                                         | 景子と雪江                           | Keiko to yukie                            |                                                | Тэруо Хагияма                      | Кэйко Нисихара                    |
| 1953                              | «Путешествие»                                                         | 旅路                                 | Tabiji                                    | The Journey                                    | Нобору Накамура                    | Таэко Окамото                     |
| 1953                              | «Твоё имя»                                                            | 君の名は                             | Kimi no na wa                             | What Is Your Name?                             | Хидэо Ооба                         | Матико                            |
| 1953                              | «Твоё имя. Часть II»                                                  | 君の名は 第二部                      | Kimi no na wa — dainibu                   | What Is Your Name? Part II                     | Хидэо Ооба                         | Матико                            |
| 1954                              | «Семейная встреча»                                                    | 家族会議                             | Kazoku kaigi                              | Family Meeting                                 | Нобору Накамура                    | Икэдзима Синобу                   |
| 1954                              | «Сад женщин»                                                          | 女の園                               | Onna no sono                              | The Garden of Women                            | Кэйсукэ Киносита                   | Томико Такиока                    |
| 1954                              | «Твоё имя. Часть III»                                                 | 君の名は 第三部                      | Kimi no na wa — daisanbu                  | What Is Your Name? Part III                    | Хидэо Ооба                         | Матико                            |
| 1954                              | «Солнце никогда не заходит»                                           | 陽は沈まず                           | Hi wa shizumazu                           | The Sun Never Sets                             | Нобору Накамура                    | Канэко                            |
| 1954                              | «Любовь троих»                                                        | 三つの愛                             | Mitsu no ai                               | Three Loves                                    | Масаки Кобаяси                     | Митико Сатоми                     |
| 1954                              | «Первая любовь матери»                                                | 母の初恋                             | Haha no hatsukoi                          | Mother’s First Love                            | Сэйдзи Хисамацу                    | Юкико                             |
| 1954                              | «Где найти истинную любовь»                                           | 真実の愛情を求めて 何処へ            | Shinjitsu no aijou wo motome te doko he   |                                                | Хидэо Ооба                         | Цуяко Тамада                      |
| 1955                              | «Вместе с вами»                                                       | あなたと共に                         | Anata totomoni                            |                                                | Хидэо Ооба                         | Кикуко Коидзуми                   |
| 1955                              | «Здесь есть источник»                                                 | ここに泉あり                         | Koko ni izumi ari                         | Here is a Spring                               | Тадаси Имаи                        | Каноко Сагава                     |
| 1955                              | «Записи в изгнании» («Беженец»)                                       | 亡命記                               | Bomeiki                                   | The Refugee                                    | Ёситаро Номура                     | Сатико                            |
| 1955                              | «Токио—Гонконг: Путешествие в медовый месяц»                          | 東京←→香港 蜜月旅行                  | Tôkyô-Honkon mitsugetsu ryokô             | Hong Kong-Tokyo Honeymoon                      | Ёситаро Номура                     | Сэцуко Ириэ                       |
| 1955                              | «Повесть о храме Сюдзэндзи» («Маска и судьба»)                        | 修禅寺物語                           | Shuzenji monogatari                       | A Tale of Shuzenji / The Mask and Destiny      | Нобору Накамура                    | Каэдэ                             |
| 1955                              | «Сверстники»                                                          | たけくらべ                           | Takekurabe                                | Adolescence / Growing Up Twice                 | Хэйноскэ Госё                      | Омаки                             |
| 1955                              | «Незабываемый человек»                                                | 忘れじの人                           | Wasu reji no hito                         | Unforgettable Man / So Deep in My Heart        | Тосио Сугиэ                        | Юкико                             |
| 1955                              | «Каждый день новой жизни»                                             | 太陽は日々に新たなり                 | Taiyou ha hibi ni arata nari              | Every Day That New Life                        | Ёситаро Номура                     | Акико Тояма                       |
| 1955                              | «Красиво жить»                                                        | 君美しく                             | Kimi utsukushiku                          | Beautiful Lives                                | Нобору Накамура                    | Мидори                            |
| 1956                              | «Белый мост»                                                          | 白い橋                               | Shiroi hashi                              | The White Bridge                               | Хидэо Ооба                         | сестра Тамаэ                      |
| 1956                              | «---»                                                                 | 君のうたごえ                         | Kimi no utagoe                            |                                                | Тэцуо Такада                       |                                   |
| 1956                              | «Ранняя весна»                                                        | 早春                                 | Sōshun                                    | Early Spring                                   | Ясудзиро Одзу                      | Тиё Канэко («Золотая рыбка»)      |
| 1956                              | «За толстой стеной»                                                   | 壁あつき部屋                         | Kabe atsuki heya                          | The Thick-Walled Room                          | Масаки Кобаяси                     | Ёсико                             |
| 1956                              | «Я покупаю вас»                                                       | あなた買います                       | Anata kaimasu                             | I Will Buy You                                 | Масаки Кобаяси                     | Фудэко Танигути                   |
| 1957                              | «Тайфун над Нагасаки» (Франция — Япония)                              | Typhon sur Nagasaki (фр.)            | Wasure enu bojo                           | Typhoon Over Nagasaki                          | Ив Чампи                           | Норико Сакураи                    |
| 1957                              | «Снежная страна»                                                      | 雪国                                 | Yukiguni                                  | Snow Country                                   | Сиро Тоёда                         | Комако                            |
| 1957                              | «Рискующий герой»                                                     | 危险英雄                             | Kiken na eiyu                             | A Dangerous Hero                               | Хидэо Судзуки                      |                                   |
| 1957                              | «Лететь в небесах»                                                    | 空中飞行                             | Sora yukaba                               | Flying in the Air                              | Масанао Хориути                    | Фукико Фукаи                      |
| 1959                              | «Лепестки на ветру»                                                   | 風花                                 | Kazabana                                  | Snow Flurry                                    | Кэйсукэ Киносита                   | Харуко                            |
| 1960-е годы                       |                                                                       |                                      |                                           |                                                |                                    |                                   |
| 1960                              | «Враг находится в Хонно-дзи»                                          | 敵は本能寺にあり                     | Teki ha Honno-ji ni ari                   | The enemy is in Honno-ji Temple                | Тацуо Осонэ                        | Тама Акэти                        |
| 1960                              | «Младший брат»                                                        | おとうと                             | Otôto                                     | Younger Brother                                | Кон Итикава                        | Гэн                               |
| 1961                              | «Десять тёмных женщин»                                                | 黒い十人の女                         | Kuroi jûnin no onna                       | Ten Black Women / Ten Dark Women               | Кон Итикава                        | Итико Исиносита                   |
| 1961                              | «Кто вы, доктор Зорге?» (Франция—ФРГ—Италия—Япония)                   | Qui êtes-vous, Monsieur Sorge? (фр.) | Spy Sorge: Shinjuwan zenya                | Who Are You, Mr. Sorge?                        | Ив Чампи                           | Юки Сакураи                       |
| 1962                              | «Наследство»                                                          | からみ合い                           | Karami-ai                                 | The Inheritance                                | Масаки Кобаяси                     | Ясуко                             |
| 1962                              | «О-Гин-сама»                                                          | お吟さま                             | Ogin sama                                 | Love Under the Crucifix                        | Кинуё Танака                       | женщина, которую тащат по городу  |
| 1963                              | «Разборки в Токио» (Франция — Италия)                                 | Rififi a Tokyo (фр.)                 |                                           | Rififi in Tokyo                                | Жак Дере                           | Асами                             |
| 1964                              | «Рейс 272» (ТВ мини-сериал, Франция — Япония)                         | Vol 272 (фр.)                        |                                           |                                                | Митио Кога, Жан-Жак Вьерн          | Мики                              |
| 1964                              | «Кайдан» (новелла «Снежная женщина»)                                  | 怪談 (雪女)                          | Kaidan (episoーdo «Yuki-Onna»)            | Kwaidan / Ghost Stories (segment «Snow Woman») | Масаки Кобаяси                     | Юки-онна                          |
| 1965                              | «Механическое пианино» (Испания—Франция—Италия)                       | Los pianos mecánicos (исп.)          |                                           | The Player Pianos                              | Хуан Антонио Бардем                | Нора                              |
| 1967                              | «Параллельный мир» (ТВ сериал, Канада—Нидерланды—ФРГ—Франция—Япония)) | Le monde parallèle (фр.)             |                                           |                                                | Ив Чампи                           | один эпизод                       |
| 1967                              | «Лимонная женщина» (ТВ сериал)                                        | レモンのような女                     | Remon no you na onna                      |                                                | Х. Цубурая, А. Дзисуя, Т. Иидзима  | главная роль                      |
| 1969                              | «Великолепная борьба»                                                 | 華麗なる闘い                         | Karei naru Tatakai                        |                                                | Масао Асано                        | Юки Мацудаира                     |
| 1970-е годы                       |                                                                       |                                      |                                           |                                                |                                    |                                   |
| 1970                              | «Рыцари неба» (ТВ сериал, Франция)                                    | Les chevaliers du ciel (фр.)         |                                           | The Aeronauts                                  | Франсуа Вилье                      | Мика (эпизод #3.8 — 1970)         |
| 1972                              | «Обещание»                                                            | 約束                                 | Yakusoku                                  | The Rendezvous                                 | Коити Сайто                        |                                   |
| 1973                              | «Мужчине живётся трудно. Фильм 12: Мой Тора-сан»                      | 男はつらいよ 私の寅さん              | Otoko wa tsurai yo: Watashi no tora-san   | Tora-san Loves an Artist (Tora-san 12)         | Ёдзи Ямада                         | Рицуко                            |
| 1974                              | «Якудза» (США — Япония)                                               | The Yakuza (англ.)                   |                                           | The Yakuza                                     | Сидни Поллак                       | Эйко                              |
| 1975                              | «Двое в Амстердаме»                                                   | 雨のアムステルダム                   | Ame no Amsterdam                          | Two in the Amsterdam Rain                      | Корэёси Курахара                   | Накацу                            |
| 1975                              | «Окаменелость» (ТВ фильм и киновариант)                               | 化石                                 | Kaseki                                    | The Fossil                                     | Масаки Кобаяси                     | погибшая женщина                  |
| 1975                              | «Красная подозрительность» (ТВ фильм)                                 | 赤い疑惑                             | Akai giwaku                               |                                                | Масахару Сэгава                    |                                   |
| 1976                              | «Выдающийся ум» (США)                                                 | Mastermind (англ.)                   |                                           | Mastermind                                     | Алекс Марч                         | Сэцуко Минами                     |
| 1977                              | «Дьявольская считалочка»                                              | 悪魔の手毬唄                         | Akuma no temari-uta                       | The Devil’s Ballad                             | Кон Итикава                        | Рика Аоти                         |
| 1978                              | «Пчелиная матка»                                                      | 女王蜂                               | Joôbachi                                  | Queen Bee                                      | Кон Итикава                        | Хидэко Камио                      |
| 1979                              | «Путешествие в Суру» (ТВ фильм)                                       | 修羅の旅して                         | Shura no tabishite                        |                                                | Юкио Фукамати                      | Хивако                            |
| 1979                              | «Охотник в темноте»                                                   | 闇の狩人                             | Yami no karyudo                           | Hunter in the dark                             | Хидэо Гося                         | Омон                              |
| 1980-е годы                       |                                                                       |                                      |                                           |                                                |                                    |                                   |
| 1980                              | «Древний город Кото»                                                  | 古都                                 | Koto                                      | Koto the Ancient City                          | Кон Итикава                        | Сигэ Сада                         |
| 1983                              | «Мелкий снег»                                                         | 細雪                                 | Sasame-yuki                               | The Makioka Sisters                            | Кон Итикава                        | Цуруко Макиока                    |
| 1983                              | «Жизнь и творчество Ясудзиро Одзу» (док.)                             | 生きてはみたけれど 小津安二郎物語    | Ikite wa mita keredo — Ozu Yasujirô den   | The Life and Works of Yasujiro Ozu             | Кадзуо Иноуэ                       | интервью с актрисой               |
| 1990-е годы                       |                                                                       |                                      |                                           |                                                |                                    |                                   |
| 1990                              | «Повесть о Сикибу»                                                    | 式部物語                             | Shikibu monogatari                        | Tale of Shikibu / Mount Aso’s Passion          | Кэй Кумаи                          | Нун Тисю                          |
| 1990                              | «Почему она не замужем»                                               | 彼女が結婚しない理由                 | Kanojo ga kekkon shinai riyû              |                                                | Нобухико Обаяси                    | Юко Мисуги                        |
| 1991                              | «Убийцы в театральных масках»                                         | 天河伝説殺人事件                     | Tenkawa densetsu satsujin jiken           | Noh Mask Murders                               | Кон Итикава                        | Тосико Нагахара                   |
| 2000-е годы                       |                                                                       |                                      |                                           |                                                |                                    |                                   |
| 2001                              | «Мама»                                                                | かあちゃん                           | Kah-chan                                  | Big Mama                                       | Кон Итикава                        | Окацу                             |
| 2001                              | «Мария» (ТВ сериал)                                                   | マリア                               | Maria                                     |                                                | Нобуюки Такахаси                   | Уми Сакамото                      |
| 2002                              | «Сумрачный самурай»                                                   | たそがれ清兵衛                       | Tasogare Seibei                           | The Twilight Samurai                           | Ёдзи Ямада                         | Ито                               |
| 2003                              | «Сердце» (ТВ сериал)                                                  | こころ                               | Kokoro                                    |                                                | Ё. Исидзука, Т. Исо, Т. Кадзихара… | Идзуми                            |
| 2003                              | «Осень в Варшаве» (ТВ фильм)                                          | ワルシャワの秋                       | Warushawa no aki                          | The Twilight Samurai                           | Хироки Хаяси                       | Йоко                              |
| 2005                              | «Могила светлячков» (ТВ фильм)                                        | 火垂るの墓                           | Hotaru no haka                            | Grave of the Fireflies                         | Тоя Сато                           | Нацу Мицумура                     |
| 2007                              | «За тех, кого мы любим»                                               | 俺は、君のためにこそ死ににい         | Ore wa, kimi no tame ni koso shini ni iku | For Those We Love                              | Таку Синдзё                        | Торихама                          |
| 2010-е годы                       |                                                                       |                                      |                                           |                                                |                                    |                                   |
| 2013                              | «Отличный день для хлеба, супа и кошек» (ТВ мини-сериал)              | パンとスープとネコ日和               | Pan to sûpu to neko biyori                | Bread and Soup and Cat Weather                 | Кана Мацумото                      | Ямагути                           |